# Petite bourgeoisie
La petite bourgeoisie est une forme économiquement plus faible de la bourgeoisie. Désignant à l'origine dans la théorie marxiste les petits capitalistes, qui possèdent de petits moyens de production (artisans, petits commerçants, boutiquiers, petits agriculteurs propriétaires...), le terme prend à la fin du XXe siècle une acception plus large et finit par désigner tous ceux qui se situent entre la bourgeoisie et la classe laborieuse.
Dans le langage courant, l'expression est employée pour désigner la classe moyenne, bien que les deux concepts puissent être distingués.

## Royauté - Monarchie - Ancien régime
En 1966, Jean Alter écrit : « La place que l'Ancien Régime réserve à la petite bourgeoisie n'a rien d'enviable. Elle se trouve à la limite du tiers état et du peuple. Ses métiers ne mènent ni à l'honneur, ni à la fortune, ni même à la considération publique. Elle groupe petits marchands, boutiquiers et revendeurs, usuriers des quartiers, maîtres artisans «qui se rapprochent de la condition ouvrière», fonctionnaires subalternes de justice, sergents, huissiers, greffiers, commis divers, paysans enrichis. »

## Définition marxiste
Selon les théories établies au XIXe siècle par Karl Marx, la petite bourgeoisie regroupe essentiellement des catégories socio-professionnelles telles qu'artisans, petits commerçants, boutiquiers, ou petits agriculteurs propriétaires. Dans la vision de Marx, la petite bourgeoisie a peu de pouvoir de transformer la société car elle ne peut guère s'organiser, la concurrence du marché positionnant ses membres « les uns contre les autres ».

## Trotski
« La petite-bourgeoisie peut se ranger du côté des ouvriers si elle voit en eux un nouveau maître. La social-démocratie apprend à l’ouvrier à se comporter comme un laquais. La petite bourgeoisie ne suivra pas un laquais. La politique du réformisme enlève au prolétariat toute possibilité de diriger les masses plébéiennes de la petite bourgeoisie et par là même transforme ces dernières en chair à canon du fascisme. »

## Sociologie
Le nom de petite bourgeoisie a pu être donné au cours du XXe siècle à une certaine catégorie de fonctionnaires, d'employés qualifiés, de cadres moyens, voire de cadres supérieurs des PME, renforçant la confusion de la notion avec celle de classe moyenne.
Peuvent être qualifiés de « petits bourgeois » certaines catégories de travailleurs indépendants, comme les gérants de petits commerces.
Cette définition, prise dans un sens restrictif, fait de la petite bourgeoisie une catégorie sociale en déclin continu dans les pays industrialisés au cours du XXe siècle, du fait de la disparition de nombreux petits commerces au bénéfice de la grande distribution, dont les employés peuvent être assimilés à la classe ouvrière.

## Bourdieu
Dans La Distinction, parue en 1979, Pierre Bourdieu attribue à la petite bourgeoisie tout l'espace social situé entre la bourgeoisie, qu'elle cherche à rejoindre, et les classes populaires, dont elle souhaite se désolidariser. Il scinde celle-ci en trois sous-catégories principales :
- la petite bourgeoisie en déclin, constituée des petits artisans et petits commerçants, dont la position en régression induit des goûts rétrogrades et un certain ressentiment à l'égard du modernisme.
- la petite bourgeoisie d'exécution, c'est-à-dire les cadres moyens. Les sacrifices auxquels ils consentent pour monter dans la hiérarchie professionnelle les conduisent à un goût prononcé pour la morale, qu'ils brandissent en particulier face à l'imprévoyance des classes populaires. Leur reconnaissance sans vraie connaissance de la culture légitime se traduit par une bonne volonté culturelle anxieuse.
- la petite bourgeoisie nouvelle. Son capital culturel parfois mal converti en capital économique la conduit à chercher à ajuster les postes à ses ambitions, au lieu du contraire, en vendant son mode de vie : animateur culturel, tenancier de bar branché, diététicien, guide touristique, nouvel artisan d'art, conseiller conjugal ...

Toutes les catégories de la petite bourgeoisie ont en commun de devoir à la fois travailler assidument et se restreindre dans leur consommation afin d'accumuler du capital, revivant ainsi éternellement la naissance du capitalisme.

## Non classe
Giorgio Agamben défend l'idée qu'il n'existe plus de classes sociales mais uniquement une « petite bourgeoisie planétaire » :

« S’il nous fallait encore une fois penser le sort de l’humanité en termes de classe, nous devrions dire qu’il n’existe plus aujourd’hui de classes sociales, mais uniquement une petite bourgeoisie planétaire, dans laquelle se sont dissoutes les anciennes classes : la petite bourgeoisie a hérité du monde, elle est la forme dans laquelle l’humanité a survécu au nihilisme. »

« la petite bourgeoisie planétaire est vraisemblablement la forme sous laquelle l’humanité est en train d’avancer vers sa propre destruction »

Selon Paolo Virno le concept de « petite bourgeoisie planétaire » s’annoncerait comme l’idéal de la postmodernité, idéal désormais sans idéal, sans transcendance, mais se vivant « tel quel », coulé dans « l’abandon sans réserve à sa propre finitude ».

## Connotation
Le terme de « petit-bourgeois » a parfois été employé dans le langage courant pour qualifier négativement des idées ou un mode de vie jugés médiocres. « Depuis Baudelaire, Flaubert ou Brecht, le « petit bourgeois » est l'image de l'anti-héros par excellence. », explique un journaliste du quotidien Le Figaro en 2009. Le petit bourgeois est généralement moqué ou critiqué pour son mode de vie (qui serait matérialiste, routinier, banal, sans imagination) et sa mentalité (qui serait fermée, centrée sur la défense de ses intérêts immédiats, sur sa petite propriété, sans ambition ni transcendance).
Les défenseurs de la petite bourgeoisie avancent au contraire que celle-ci, qui s'apparente aux classes moyennes, serait « la colonne vertébrale de toute société démocratique. » L'écrivain libéral Jacques de Saint Victor estime ainsi en 2009 que la dégradation de l'image du petit bourgeois moyen au profit de l'affrontement entre les deux extrêmes de l'échelle sociale menace la démocratie.